# Mistrzostwa Europy w Pływaniu 2004
27. Mistrzostwa Europy w Pływaniu odbyły się w Madrycie (Hiszpania) pod patronatem Europejskiej Federacji Pływackiej (LEN – Ligue Européenne de Natation). Trwały od dnia 5 maja do 16 maja 2004. Oprócz zawodów pływackich na basenie 50-metrowym, zawodnicy rywalizowali także w pływaniu długodystansowym na otwartym akwenie, skokach do wody i pływaniu synchronicznym.

## Klasyfikacja medalowa
| Klasyfikacja medalowa |                 |    |    |    |     |
| Lp.                   | Państwo         | Z  | S  | B  | R-m |
| 1                     | Ukraina         | 11 | 3  | 5  | 19  |
| 2                     | Rosja           | 10 | 13 | 6  | 29  |
| 3                     | Włochy          | 8  | 5  | 12 | 25  |
| 4                     | Niemcy          | 7  | 2  | 5  | 14  |
| 5                     | Francja         | 6  | 8  | 4  | 18  |
| 6                     | Hiszpania       | 3  | 6  | 4  | 13  |
| 7                     | Austria         | 3  | 1  | 1  | 5   |
| 8                     | Szwecja         | 2  | 2  | 2  | 6   |
| 9                     | Węgry           | 2  | 1  | 2  | 5   |
| 10                    | Rumunia         | 1  | 3  | 5  | 9   |
| 11                    | Holandia        | 1  | 3  | 2  | 6   |
| 12                    | Finlandia       | 1  | 2  | 0  | 3   |
| 13                    | Słowacja        | 1  | 1  | 0  | 2   |
| 14                    | Polska          | 1  | 0  | 1  | 2   |
| 15                    | Czechy          | 1  | 0  | 0  | 1   |
| 16                    | Słowenia        | 0  | 3  | 1  | 4   |
| 17                    | Białoruś        | 0  | 1  | 0  | 1   |
| 17                    | Litwa           | 0  | 1  | 0  | 1   |
| 17                    | Wielka Brytania | 0  | 1  | 0  | 1   |
| 20                    | Bułgaria        | 0  | 0  | 2  | 2   |
| 20                    | Grecja          | 0  | 0  | 2  | 2   |
| 20                    | Dania           | 0  | 0  | 2  | 2   |
| 23                    | Chorwacja       | 0  | 0  | 1  | 1   |

## Mężczyźni

### Otwarty akwen

#### 5 km mężczyzn (na otwartym akwenie)
| Miejsce | Zawodnik        | Narodowość      | Czas    |
| ------- | --------------- | --------------- | ------- |
|         | Fabio Venturini | Włochy          | 51:41,4 |
|         | Alan Bircher    | Wielka Brytania | 51:55,4 |
|         | Stefano Rubaudo | Włochy          | 52:11,8 |

#### 10 km mężczyzn (na otwartym akwenie)
| Miejsce | Zawodnik            | Narodowość | Czas      |
| ------- | ------------------- | ---------- | --------- |
|         | Jewgienij Koszkarow | Rosja      | 1:45:21,5 |
|         | Massimiliano Parla  | Niemcy     | 1:45:22,8 |
|         | Anton Sanaczew      | Rosja      | 1:45:23,9 |

#### 25 km mężczyzn (na otwartym akwenie)
| Miejsce | Zawodnik            | Narodowość | Czas      |
| ------- | ------------------- | ---------- | --------- |
|         | Jewgienij Koszkarow | Rosja      | 4:18:00,5 |
|         | David Fica          | Hiszpania  | 4:18:00,5 |
|         | Petyr Stojczew      | Bułgaria   | 4:18:02,5 |

### basen 50-metrowy

#### 50 m stylem dowolnym mężczyzn
| Miejsce | Zawodnik        | Narodowość | Czas  |
| ------- | --------------- | ---------- | ----- |
|         | Aleksandr Popow | Rosja      | 22,32 |
|         | Stefan Nystrand | Szwecja    | 22,42 |
|         | Lorenzo Vismara | Włochy     | 22,45 |

#### 100 m stylem dowolnym mężczyzn
| Miejsce | Zawodnik                  | Narodowość | Czas  |
| ------- | ------------------------- | ---------- | ----- |
|         | Filippo Magnini           | Włochy     | 48,87 |
|         | Pieter van den Hoogenband | Holandia   | 49,33 |
|         | Christian Galenda         | Włochy     | 49,55 |

#### 200 m stylem dowolnym mężczyzn
| Miejsce | Zawodnik                  | Narodowość | Czas    |
| ------- | ------------------------- | ---------- | ------- |
|         | Pieter van den Hoogenband | Holandia   | 1:47,05 |
|         | Andriej Kaprałow          | Rosja      | 1:48,28 |
|         | Massimiliano Rosolino     | Włochy     | 1:48,69 |
|         | Filippo Magnini           | Włochy     | 1:48,69 |

#### 400 m stylem dowolnym mężczyzn
| Miejsce | Zawodnik           | Narodowość | Czas    |
| ------- | ------------------ | ---------- | ------- |
|         | Emiliano Brembilla | Włochy     | 3:49,14 |
|         | Jurij Priłukow     | Rosja      | 3:49,51 |
|         | Dragoș Coman       | Rumunia    | 3:49,52 |

#### 1500 m stylem dowolnym mężczyzn
| Miejsce | Zawodnik         | Narodowość | Czas     |
| ------- | ---------------- | ---------- | -------- |
|         | Jurij Priłukow   | Rosja      | 15:04,35 |
|         | Ihor Czerwynśkyj | Ukraina    | 15:11,94 |
|         | Dragoș Coman     | Rumunia    | 15:15,42 |

#### 50 m stylem grzbietowym mężczyzn
| Miejsce | Zawodnik           | Narodowość | Czas  |
| ------- | ------------------ | ---------- | ----- |
|         | Stev Theloke       | Niemcy     | 25,61 |
|         | Darius Grigalionis | Litwa      | 25,67 |
|         | David Ortega       | Hiszpania  | 25,69 |

#### 100 m stylem grzbietowym mężczyzn
| Miejsce | Zawodnik     | Narodowość | Czas  |
| ------- | ------------ | ---------- | ----- |
|         | László Cseh  | Węgry      | 55,26 |
|         | Markus Rogan | Austria    | 55,27 |
|         | Stev Theloke | Niemcy     | 55,39 |

#### 200 m stylem grzbietowym mężczyzn
| Miejsce | Zawodnik      | Narodowość | Czas    |
| ------- | ------------- | ---------- | ------- |
|         | Markus Rogan  | Austria    | 1:57,58 |
|         | Răzvan Florea | Rumunia    | 1:58,00 |
|         | Simon Dufour  | Francja    | 1:58,54 |

#### 50 m stylem klasycznym mężczyzn
| Miejsce | Zawodnik       | Narodowość | Czas  |
| ------- | -------------- | ---------- | ----- |
|         | Ołeh Lisohor   | Ukraina    | 27,55 |
|         | Hugues Duboscq | Francja    | 28,23 |
|         | Matjaž Markič  | Słowenia   | 28,24 |

#### 100 m stylem klasycznym mężczyzn
| Miejsce | Zawodnik       | Narodowość | Czas    |
| ------- | -------------- | ---------- | ------- |
|         | Ołeh Lisohor   | Ukraina    | 1:01,13 |
|         | Hugues Duboscq | Francja    | 1:01,25 |
|         | Richárd Bodor  | Węgry      | 1:01,54 |

#### 200 m stylem klasycznym mężczyzn
| Miejsce | Zawodnik           | Narodowość | Czas    |
| ------- | ------------------ | ---------- | ------- |
|         | Paolo Bossini      | Włochy     | 2:11,73 |
|         | Dmitrij Komornikow | Rosja      | 2:12,02 |
|         | Richárd Bodor      | Węgry      | 2:13,27 |

#### 50 m stylem motylkowym mężczyzn
| Miejsce | Zawodnik         | Narodowość | Czas  |
| ------- | ---------------- | ---------- | ----- |
|         | Serhij Breus     | Ukraina    | 24,02 |
|         | Nikołaj Skworcow | Rosja      | 24,05 |
|         | Andrij Serdinow  | Ukraina    | 24,15 |

#### 100 m stylem motylkowym mężczyzn
| Miejsce | Zawodnik         | Narodowość | Czas  |
| ------- | ---------------- | ---------- | ----- |
|         | Andrij Serdinow  | Ukraina    | 52,31 |
|         | Franck Esposito  | Francja    | 52,65 |
|         | Nikołaj Skworcow | Rosja      | 52,75 |

#### 200 m stylem motylkowym mężczyzn
| Miejsce | Zawodnik          | Narodowość | Czas    |
| ------- | ----------------- | ---------- | ------- |
|         | Denys Syłantiew   | Ukraina    | 1:56,71 |
|         | Ioan Gherghel     | Rumunia    | 1:56,82 |
|         | Anatolij Poliakow | Rosja      | 1:57,45 |

#### 200 m stylem zmiennym mężczyzn
| Miejsce | Zawodnik              | Narodowość | Czas    |
| ------- | --------------------- | ---------- | ------- |
|         | Markus Rogan          | Austria    | 1:59,79 |
|         | Jani Sievinen         | Finlandia  | 2:00,43 |
|         | Massimiliano Rosolino | Włochy     | 2:00,53 |

#### 400 m stylem zmiennym mężczyzn
| Miejsce | Zawodnik          | Narodowość | Czas    |
| ------- | ----------------- | ---------- | ------- |
|         | László Cseh       | Węgry      | 4:12,86 |
|         | Luca Marin        | Włochy     | 4:14,31 |
|         | Alessio Boggiatto | Włochy     | 4:14,32 |

#### 4 × 100 m stylem dowolnym mężczyzn
| Miejsce | Zawodnicy                                                            | Narodowość | Czas    |
| ------- | -------------------------------------------------------------------- | ---------- | ------- |
|         | Lorenzo Vismara Christian Galenda Giacomo Vassanelli Filippo Magnini | Włochy     | 3:15,66 |
|         | Andriej Kaprałow Jewgienij Łagunow Iwan Usow Dienis Pimankow         | Rosja      | 3:17,00 |
|         | Amaury Leveaux Germain Cayette Julien Sicot Fabien Gilot             | Francja    | 3:18,10 |

#### 4 × 200 m stylem dowolnym mężczyzn
| Miejsce | Zawodnicy                                                                | Narodowość | Czas    |
| ------- | ------------------------------------------------------------------------ | ---------- | ------- |
|         | Emiliano Brembilla Mateo Pellicari Massimiliano Rosolino Filippo Magnini | Włochy     | 7:11,93 |
|         | Maksim Kuzniecow Jewgienij Nacwin Andriej Kaprałow Jurij Priłukow        | Rosja      | 7:16,95 |
|         | Fabien Horth Nicolas Kintz Nicolas Rostoucher Amaury Leveaux             | Francja    | 7:19,00 |

#### 4 × 100 m stylem zmiennym mężczyzn
| Miejsce | Zawodnicy                                                         | Narodowość | Czas    |
| ------- | ----------------------------------------------------------------- | ---------- | ------- |
|         | Wołodymyr Nikołajczuk Ołeh Lisohor Andrij Serdinow Jurij Jehoszyn | Ukraina    | 3:37,14 |
|         | Simon Dufour Hugues Duboscq Franck Esposito Julien Sicot          | Francja    | 3:37,77 |
|         | László Cseh Richárd Bodor Zsolt Gáspár Atilla Zubor               | Węgry      | 3:37,86 |

### Skoki do wody

#### Skoki z trampoliny 1-metrowej mężczyzn
| Miejsce | Zawodnik            | Narodowość | Punkty |
| ------- | ------------------- | ---------- | ------ |
|         | Joona Puhakka       | Finlandia  | 430,86 |
|         | Nicola Marconi      | Włochy     | 392,25 |
|         | Tobias Schellenberg | Niemcy     | 389,07 |

#### Skoki z trampoliny 3-metrowej mężczyzn
| Miejsce | Zawodnicy        | Narodowość | Punkty |
| ------- | ---------------- | ---------- | ------ |
|         | Andreas Wels     | Niemcy     | 695,76 |
|         | Joona Puhakka    | Finlandia  | 676,80 |
|         | Wasilij Lisowski | Rosja      | 668,28 |

#### Skoki z trampoliny 3-metrowej synchroniczne mężczyzn
| Miejsce | Zawodnicy                        | Narodowość | Punkty |
| ------- | -------------------------------- | ---------- | ------ |
|         | Nicola Marconi Tommaso Marconi   | Włochy     | 322,50 |
|         | Siergiej Anikin Wasilij Lisowski | Rosja      | 321,90 |
|         | Dmytro Łysenko Jurij Szliachow   | Ukraina    | 321,24 |

#### Skoki z wieży 10-metrowej mężczyzn
| Miejsce | Zawodnik       | Narodowość | Punkty |
| ------- | -------------- | ---------- | ------ |
|         | Anton Sacharow | Ukraina    | 186,51 |
|         | Heiko Meyer    | Niemcy     | 184,26 |
|         | Roman Wołodkow | Ukraina    | 180,99 |

#### Skoki z wieży 10-metrowej synchroniczne mężczyzn
| Miejsce | Zawodnicy                          | Narodowość | Punkty |
| ------- | ---------------------------------- | ---------- | ------ |
|         | Roman Wołodkow Anton Sacharow      | Ukraina    | 354,74 |
|         | Tony Adam Heiko Meyer              | Niemcy     | 345,78 |
|         | Oleg Wikułow Konstantin Chanbiekow | Rosja      | 345,78 |

## Kobiety

### Otwarty akwen

#### 5 km kobiet (na otwartym akwenie)
| Miejsce | Zawodniczka     | Narodowość | Czas    |
| ------- | --------------- | ---------- | ------- |
|         | Britta Kamrau   | Niemcy     | 59:11,3 |
|         | Stefanie Biller | Niemcy     | 59:14,4 |
|         | Xenia López     | Hiszpania  | 59:16,3 |

#### 10 km kobiet (na otwartym akwenie)
| Miejsce | Zawodniczka   | Narodowość | Czas      |
| ------- | ------------- | ---------- | --------- |
|         | Britta Kamrau | Niemcy     | 1:54:24,0 |
|         | Marta Nogues  | Hiszpania  | 1:54:25,6 |
|         | Angela Maurer | Niemcy     | 1:54:26,0 |

#### 25 km kobiet (na otwartym akwenie)
| Miejsce | Zawodniczka      | Narodowość | Czas      |
| ------- | ---------------- | ---------- | --------- |
|         | Britta Kamrau    | Niemcy     | 4:39:11,0 |
|         | Natalja Pankina  | Rosja      | 4:39:23,5 |
|         | Iwanka Moraliewa | Bułgaria   | 4:41:21,2 |

### Basen 50-metrowy

#### 50 m stylem dowolnym kobiet
| Miejsce | Zawodniczka         | Narodowość | Czas  |
| ------- | ------------------- | ---------- | ----- |
|         | Therese Alshammar   | Szwecja    | 25,12 |
|         | Swiatłana Chachłowa | Białoruś   | 25,20 |
|         | Sandra Völker       | Niemcy     | 25,24 |

#### 100 m stylem dowolnym kobiet
| Miejsce | Zawodniczka             | Narodowość | Czas  |
| ------- | ----------------------- | ---------- | ----- |
|         | Malia Metella           | Francja    | 54,46 |
|         | Marleen Veldhuis        | Holandia   | 54,86 |
|         | Nery-Mantey Niangkouara | Grecja     | 55,05 |

#### 200 m stylem dowolnym kobiet
| Miejsce | Zawodniczka      | Narodowość | Czas    |
| ------- | ---------------- | ---------- | ------- |
|         | Camelia Potec    | Rumunia    | 1:58,20 |
|         | Solenne Figuès   | Francja    | 1:58,30 |
|         | Josefin Lillhage | Szwecja    | 1:59,45 |

#### 400 m stylem dowolnym kobiet
| Miejsce | Zawodniczka    | Narodowość | Czas    |
| ------- | -------------- | ---------- | ------- |
|         | Laure Manaudou | Francja    | 4:07,90 |
|         | Camelia Potec  | Rumunia    | 4:09,31 |
|         | Jana Kłoczkowa | Ukraina    | 4:10,53 |

#### 800 m stylem dowolnym kobiet
| Miejsce | Zawodniczka      | Narodowość | Czas    |
| ------- | ---------------- | ---------- | ------- |
|         | Erika Villaecija | Hiszpania  | 8:31,26 |
|         | Anja Carman      | Słowenia   | 8:37,10 |
|         | Camelia Potec    | Rumunia    | 8:37,56 |

#### 50 m stylem grzbietowym kobiet
| Miejsce | Zawodnik         | Narodowość | Czas  |
| ------- | ---------------- | ---------- | ----- |
|         | Ilona Hlaváčková | Czechy     | 29,00 |
|         | Nina Żiwanewska  | Hiszpania  | 29,03 |
|         | Alessandra Cappa | Włochy     | 29,28 |

#### 100 m stylem grzbietowym kobiet
| Miejsce | Zawodniczka         | Narodowość | Czas    |
| ------- | ------------------- | ---------- | ------- |
|         | Laure Manaudou      | Francja    | 1:00,93 |
|         | Stanisława Komarowa | Rosja      | 1:01,89 |
|         | Nina Żiwanewska     | Hiszpania  | 1:02,38 |

#### 200 m stylem grzbietowym kobiet
| Miejsce | Zawodniczka         | Narodowość | Czas    |
| ------- | ------------------- | ---------- | ------- |
|         | Stanisława Komarowa | Rosja      | 2:10,97 |
|         | Anja Carman         | Słowenia   | 2:13,11 |
|         | Sanja Jovanović     | Chorwacja  | 2:13,95 |

#### 50 m stylem klasycznym kobiet
| Miejsce | Zawodniczka       | Narodowość | Czas  |
| ------- | ----------------- | ---------- | ----- |
|         | Maria Östling     | Szwecja    | 31,68 |
|         | Jelena Bogomazowa | Rosja      | 31,90 |
|         | Majken Thorup     | Dania      | 32,05 |

#### 100 m stylem klasycznym kobiet
| Miejsce | Zawodniczka         | Narodowość | Czas    |
| ------- | ------------------- | ---------- | ------- |
|         | Switłana Bondarenko | Ukraina    | 1:09,23 |
|         | Jelena Bogomazowa   | Rosja      | 1:09,37 |
|         | Mirna Jukić         | Austria    | 1:09,41 |

#### 200 m stylem klasycznym kobiet
| Miejsce | Zawodniczka       | Narodowość | Czas    |
| ------- | ----------------- | ---------- | ------- |
|         | Mirna Jukić       | Austria    | 2:27,25 |
|         | Alenka Kejžar     | Słowenia   | 2:29,71 |
|         | Jelena Bogomazowa | Rosja      | 2:29,77 |

#### 50 m stylem motylkowym kobiet
| Miejsce | Zawodniczka       | Narodowość | Czas  |
| ------- | ----------------- | ---------- | ----- |
|         | Natalja Sutiagina | Rosja      | 27,04 |
|         | Martina Moravcová | Słowacja   | 27,09 |
|         | Chantal Groot     | Holandia   | 27,11 |

#### 100 m stylem motylkowym kobiet
| Miejsce | Zawodniczka        | Narodowość | Czas  |
| ------- | ------------------ | ---------- | ----- |
|         | Martina Moravcová  | Słowacja   | 58,05 |
|         | Malia Metella      | Francja    | 58,78 |
|         | Otylia Jędrzejczak | Polska     | 58,85 |

#### 200 m stylem motylkowym kobiet
| Miejsce | Zawodniczka        | Narodowość | Czas    |
| ------- | ------------------ | ---------- | ------- |
|         | Otylia Jędrzejczak | Polska     | 2:06,47 |
|         | Paola Cavallino    | Włochy     | 2:09,27 |
|         | Mette Jacobsen     | Dania      | 2:09,43 |

#### 200 m stylem zmiennym kobiet
| Miejsce | Zawodniczka      | Narodowość | Czas    |
| ------- | ---------------- | ---------- | ------- |
|         | Jana Kłoczkowa   | Ukraina    | 2:12,56 |
|         | Hanna Szczerba   | Białoruś   | 2:15,03 |
|         | Beatrice Câșlaru | Rumunia    | 2:15,70 |

#### 400 m stylem zmiennym kobiet
| Miejsce | Zawodniczka    | Narodowość | Czas    |
| ------- | -------------- | ---------- | ------- |
|         | Jana Kłoczkowa | Ukraina    | 4:38,52 |
|         | Éva Risztov    | Węgry      | 4:40,34 |
|         | Anja Klinar    | Słowenia   | 4:46,05 |

#### 4 × 100 m stylem dowolnym kobiet
| Miejsce | Zawodniczki                                                         | Narodowość | Czas    |
| ------- | ------------------------------------------------------------------- | ---------- | ------- |
|         | Solenne Figuès Céline Couderc Aurore Mongel Malia Metella           | Francja    | 3:40,67 |
|         | Inge Dekker Chantal Groot Annabel Kosten Marleen Veldhuis           | Holandia   | 3:41,39 |
|         | Johanna Sjöberg Gabriella Fagundez Cathrin Carlzon Josefin Lillhage | Szwecja    | 3:43,54 |

#### 4 × 200 m stylem dowolnym kobiet
| Miejsce | Zawodniczki                                                    | Narodowość | Czas    |
| ------- | -------------------------------------------------------------- | ---------- | ------- |
|         | Tatiana Rouba Melissa Caballero Laura Roca Erika Villaecija    | Hiszpania  | 8:03,41 |
|         | Céline Couderc Katarin Quelennec Elsa N’Guessan Solenne Figuès | Francja    | 8:06,04 |
|         | Camelia Potec Larisa Lacusta Beatrice Câșlaru Simona Păduraru  | Rumunia    | 8:06,26 |

#### 4 × 100 m stylem zmiennym kobiet
| Miejsce | Zawodniczki                                                        | Narodowość | Czas    |
| ------- | ------------------------------------------------------------------ | ---------- | ------- |
|         | Laure Manaudou Laurie Thomassin Aurore Mongel Malia Metella        | Francja    | 4:05,96 |
|         | Iryna Amszennikowa Switłana Bondarenko Jana Kłoczkowa Olha Mukomoł | Ukraina    | 4:06,35 |
|         | Stefanie Luiken Madelon Baans Chantal Groot Marleen Veldhuis       | Holandia   | 4:07,41 |

### Skoki do wody

#### Skoki z trampoliny 1-metrowej kobiet
| Miejsce | Zawodniczka      | Narodowość | Punkty |
| ------- | ---------------- | ---------- | ------ |
|         | Heike Fischer    | Niemcy     | 289,26 |
|         | Natalja Umyskowa | Rosja      | 285,45 |
|         | Tania Cagnotto   | Włochy     | 283,95 |

#### Skoki z trampoliny 3-metrowej kobiet
| Miejsce | Zawodniczka      | Narodowość | Punkty |
| ------- | ---------------- | ---------- | ------ |
|         | Julija Pachalina | Rosja      | 575,94 |
|         | Wiera Iljina     | Rosja      | 573,99 |
|         | Ołena Fedorowa   | Ukraina    | 524,31 |

#### Skoki z trampoliny 3-metrowej synchroniczne kobiet
| Miejsce | Zawodniczki                       | Narodowość | Punkty |
| ------- | --------------------------------- | ---------- | ------ |
|         | Wiera Iljina Julija Pachalina     | Rosja      | 337,38 |
|         | Connie Schmalfuss Ditte Kotzian   | Niemcy     | 302,64 |
|         | Ołena Fedorowa Kristina Iszczenko | Ukraina    | 289,59 |

#### Skoki z wieży 10-metrowej kobiet
| Miejsce | Zawodniczka        | Narodowość | Punkty |
| ------- | ------------------ | ---------- | ------ |
|         | Tania Cagnotto     | Włochy     | 538,56 |
|         | Ołena Żupina       | Ukraina    | 507,45 |
|         | Valentina Marocchi | Włochy     | 504,93 |

#### Skoki z wieży 10-metrowej synchroniczne kobiet
| Miejsce | Zawodniczki                         | Narodowość | Punkty |
| ------- | ----------------------------------- | ---------- | ------ |
|         | Anett Gamm Nora Subschinski         | Niemcy     | 303,72 |
|         | Dolores Saez de Ibarra Leire Santos | Hiszpania  | 294,60 |
|         | Brenda Spaziani Valentina Marocchi  | Włochy     | 294,06 |

### Pływanie synchroniczne

#### Solo
| Miejsce | Zawodniczka       | Narodowość | Punkty |
| ------- | ----------------- | ---------- | ------ |
|         | Virginie Dedieu   | Francja    | 99,500 |
|         | Natalja Iszczenko | Rosja      | 97,800 |
|         | Gemma Mengual     | Hiszpania  | 97,300 |

#### Dwójki
| Miejsce | Zawodniczki                              | Narodowość | Punkty |
| ------- | ---------------------------------------- | ---------- | ------ |
|         | Anastasija Dawydowa Anastasija Jermakowa | Rosja      | 99,500 |
|         | Gemma Mengual Paola Tirados              | Hiszpania  | 97,600 |
|         | Virginie Dedieu Laure Thibaud            | Francja    | 96,300 |

#### Drużynowe
| Miejsce | Państwo   | Punkty |
| ------- | --------- | ------ |
|         | Rosja     | 99,300 |
|         | Hiszpania | 97,900 |
|         | Włochy    | 96,400 |

#### Kombinacja
| Miejsce | Państwo   | Punkty |
| ------- | --------- | ------ |
|         | Hiszpania | 97,900 |
|         | Włochy    | 95,500 |
|         | Grecja    | 94,200 |